# わがままに抱き合えたなら
『わがままに抱き合えたなら』（わがままにだきあえたなら）は、T-BOLANの10作目のシングル。

## 概要
- テレビ朝日系月曜ドラマイン『愛してるよ!』オープニングテーマ。
- ツアーやレコーディングのため、しばらくテレビ出演を控えていたが、この曲でフジテレビ系の『MJ -MUSIC JOURNAL-』やテレビ朝日系『ミュージックステーション スーパーライブ'93』に出演した。

## 収録曲
1. わがままに抱き合えたなら
作詞･作曲:森友嵐士 編曲:T-BOLAN・明石昌夫
ボーカル・マイクはAKG12Bを使用し、ハンドマイクでレコーディングしたテイクを採用している[1]。
2. いじけた視線を君に語るより 光を見たい
作詞･作曲:森友嵐士 編曲:T-BOLAN・明石昌夫

## 楽曲の収録アルバム
- LOOZ (#1)
- SINGLES (#1)
- complete of T-BOLAN at the BEING studio (#1)
- BEST OF BEST 1000 T-BOLAN (#1)
- T-BOLAN BEST HITS (#1)
- LEGENDS (#1)
- ADDITIONAL DISC (#2)
- T-BOLAN 〜夏の終わりに BEST〜 LOVE SONGS+1 & LIFE SONGS (#2)
- T-BOLAN COMPLETE SINGLES 〜SATISFY〜 (#1)

## ゲストコーラス
- 生沢佑一 from TWINZER